# 서대전네거리역
서대전네거리역(Seodaejeonnegeori(Jct.) station, 西大田네거리驛)은 대전광역시 중구 용두동, 오류동, 문화동 서대전네거리에 있는 대전 도시철도 1호선의 전철역이다. 에듀윌학원이라는 유상병기역명이 있었으나, 유상병기역명이 폐지되었다.
이 역은 대전 도시철도 2호선의 정차역으로 계획되고 있다. 대전 도시철도 2호선이 계획대로 건설될 경우, 이 역은 1호선과 2호선의 환승역이 된다.

## 연혁
- 2003년 7월 25일 : 서대전네거리역으로 역명 확정[2]
- 2006년 3월 16일 : 1단계 (판암 ~ 정부청사) 구간 개통과 함께 영업 개시

## 역 구조
1면 2선의 섬식 승강장이 있는 지하역이다. 스크린도어가 설치되어 있다. 오룡역 방향으로 주박선이 있다. 이 역부터 대동역까지는 섬식 승강장이다.

### 승강장
| 중구청 ↑ |
| 하상 \|  |
| ↓ 오룡   |

| 상행 | ● 대전 도시철도 1호선 | 중구청 · 중앙로 · 대전역 · 판암 방면 |
| 하행 | ● 대전 도시철도 1호선 | 용문 · 시청 · 유성온천 · 반석 방면   |

- 승강장 번호는 없다.

## 승차량 변동
| 노선  | 1일 평균 승차 인원 | 1일 평균 승차 인원 | 1일 평균 승차 인원 | 1일 평균 승차 인원 | 1일 평균 승차 인원 | 1일 평균 승차 인원 | 1일 평균 승차 인원 | 1일 평균 승차 인원 | 1일 평균 승차 인원 | 1일 평균 승차 인원 |
| 노선  | 2006년             | 2007년             | 2008년             | 2009년             | 2010년             | 2011년             | 2012년             | 2013년             | 2014년             | 2015년             |
| ----- | ------------------ | ------------------ | ------------------ | ------------------ | ------------------ | ------------------ | ------------------ | ------------------ | ------------------ | ------------------ |
| 1호선 | 3,323              | 5,140              | 6,060              | 7,351              | 7,442              | 7,776              | 7,600              | 7,844              | 7,961              | 7,644              |
| 1호선 | 2016년             | 2017년             | 2018년             | 2019년             | 2020년             |                    |                    |                    |                    |                    |
| 1호선 | 7,359              | 7,153              | 6,945              | 7,002              |                    |                    |                    |                    |                    |                    |

## 역 주변
- 충남대학교병원
- 대전CBS
- 대전충남지방병무청
- CGV 대전
- 서대전우체국
- 홈플러스 문화점
- KT 서대전지점
- 서대전초등학교
- 대전글꽃초등학교
- 대전글꽃중학교
- 서대전공원
- 호수돈여자중학교
- 호수돈여자고등학교
- 문화동 하우스토리
- 센트럴파크아파트
- 선화센트럴뷰
- 서대전역 코아루써밋
- 한국국토정보공사 대전동부지사
- 대전예술가의집

## 연혁
- 2006년 3월 16일 : 대전 도시철도 1호선 개통

## 갤러리

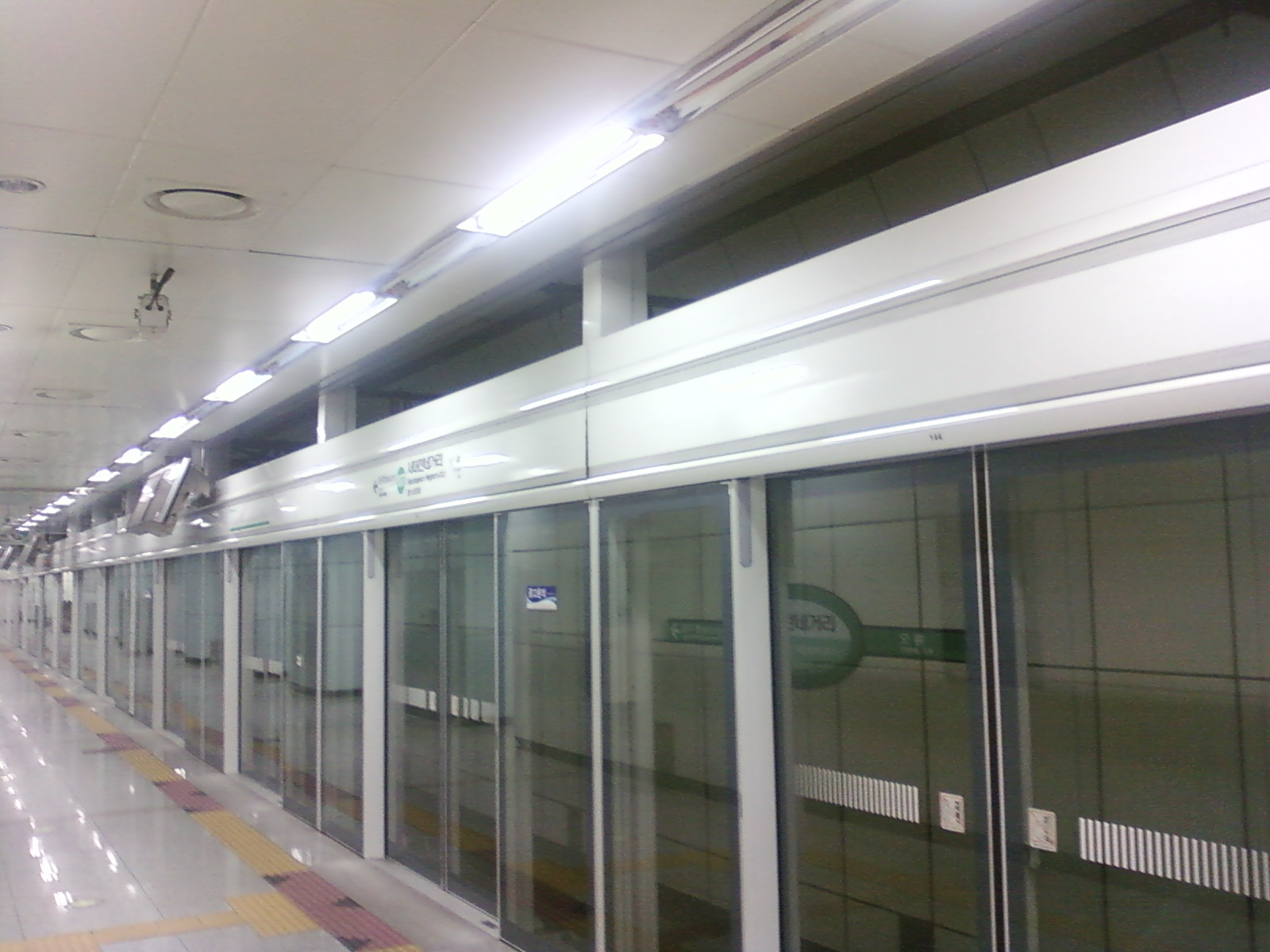
승강장 모습
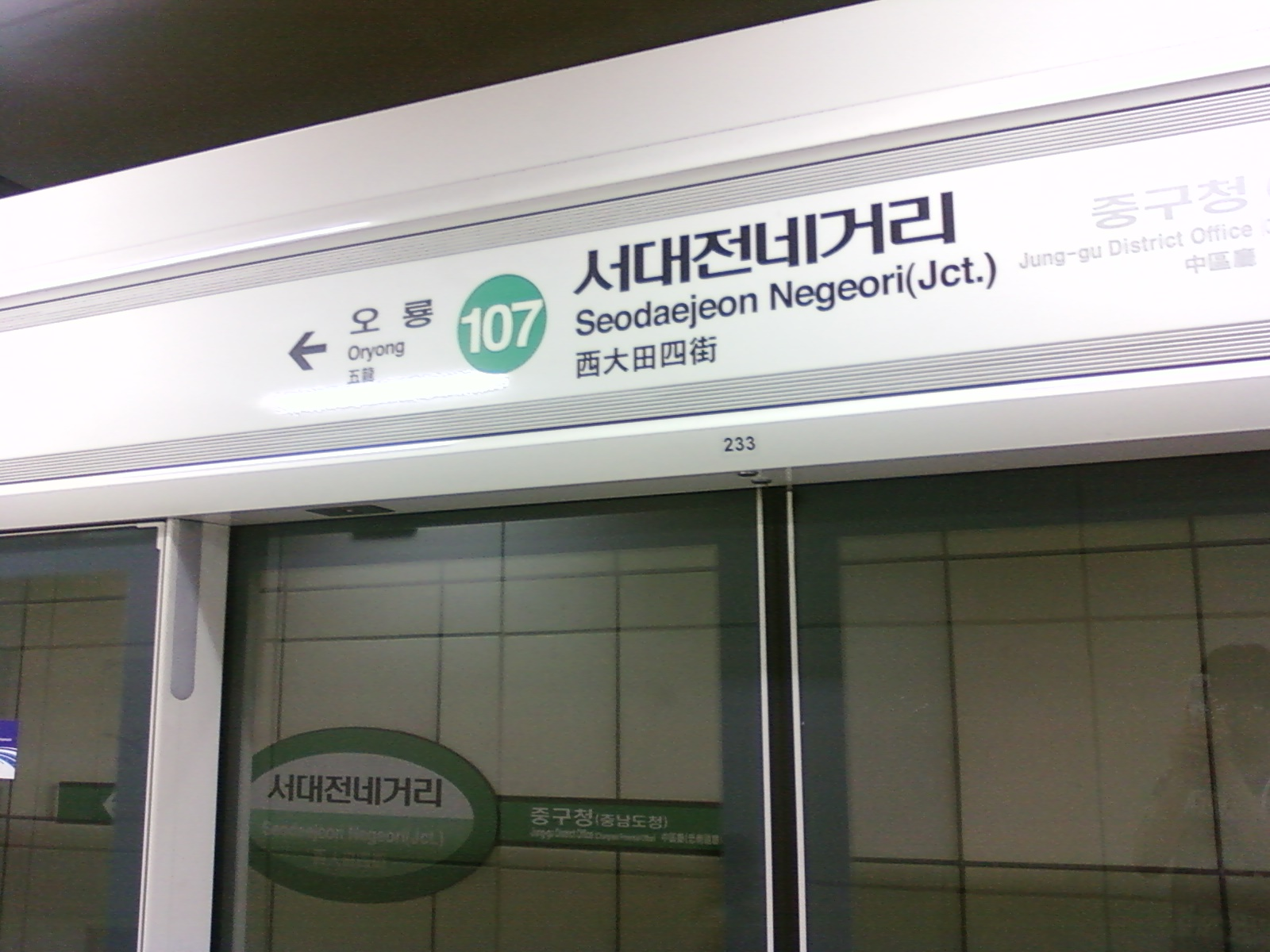
하행 승강장 스크린도어 역명판 모습
3번 출입구

## 인접한 역
| 대전 도시철도 1호선  | 대전 도시철도 1호선   | 대전 도시철도 1호선 |
| -------------------- | --------------------- | ------------------- |
| 106 중구청 판암 방면 | ● 대전 도시철도 1호선 | 108 오룡 반석 방면  |

## 사건 및 사고
- 2010년 8월 25일 밤 9시 45분경 지상 1층과 지하 2층을 잇는 엘리베이터에서 휠체어를 탄 장애인이 엘리베이터를 충돌하다가 떨어져 그 자리에서 숨지는 사고가 있었다. 이 사고로 사망한 장애인은 2010년 다윈상 1위로 선정되었다.

- 2021년 10월 에스컬레이터 앞에 서있는 여성의 치마 속을 촬영해 집행유예가 선고되었다.[4]

## 같이 보기
- 서대전